# Pamy
Pamy (fl. VIII secolo a.C.) è stato un faraone della XXII dinastia egizia.

## Biografia
Le poche informazioni sul breve regno di Pamy (circa 6 anni) provengono dalle datazioni sui sarcofagi dei tori Api del Serapeo di Saqqara e da pochi resti archeologici provenienti dalla regione del Delta del Nilo. La datazione del suo regno è complicata anche dalla relativamente recente scoperta e collocazione del predecessore, Sheshonq IV.
Figlio di Sheshonq III, Pamy governò solamente su una parte del Basso Egitto mentre suo fratello, il principe Bakennefi, fu governatore di Atribi e di Eliopoli.

Un'iscrizione proveniente da un gruppo statuario rinvenuto a Sais, risalente a prima della sua ascesa al trono, identifica Pamy come governatore dei Libi Meshwesh.

## Titolatura
| G5 |

| G5 |

|       |
| \| \| |
|       |
|       |

|  |

|       |
| \| \| |
|       |
|       |

|  |

| G16 |

| G16 |

|  |

| G8 |

| G8 |

|  |

| M23 · X1 | L2 · X1 |

| M23 · X1 | L2 · X1 |

| N5 | F12 | C10 | i | mn · n | U21 · n |

| N5 | F12 | C10 | i | mn · n | U21 · n |

| N5 | F12 | C10 | i | mn · n | U21 · n |

| N5 | F12 | C10 | i | mn · n | U21 · n |

| N5 | F12 | C10 | i | mn · n | U21 · n |

| N5 | F12 | C10 | i | mn · n | U21 · n |

| N5 | F12 | C10 | i | mn · n | U21 · n |

| N5 | F12 | C10 | i | mn · n | U21 · n |

| G39 | N5 |

| G39 | N5 |

| G40 | W19 | i | i |

| G40 | W19 | i | i |

| G40 | W19 | i | i |

| G40 | W19 | i | i |

| G40 | W19 | i | i |

| G40 | W19 | i | i |

| G40 | W19 | i | i |

| G40 | W19 | i | i |

## Datazioni alternative
| Autore        | Anni di regno       |
| ------------- | ------------------- |
| Dodson        | 786 a.C. - 780 a.C. |
| von Beckerath | 785 a.C. - 774 a.C. |
| Shaw          | 773 a.C. - 767 a.C. |
| Allen         | 773 a.C. - 767 a.C. |
| Grimal        | 773 a.C. - 767 a.C. |
| Redford       | 767 a.C. - 763 a.C. |